# Pedro R.S.
Pedro R.S. (nacido el 9 de agosto de 1946) es un exfutbolista brasileño y entrenador.
En 1994, Pedro se transformó en entrenador asistente de Shimizu S-Pulse. En julio, ascendió a entrenador principal como sucesor de Emerson Leão. En agosto, renunció a su cargo y regresó como entrenador asistente.

## Clubes

### Como entrenador
| Club            | País   | Año  |
| --------------- | ------ | ---- |
| Shimizu S-Pulse | Brasil | 1994 |